# الطويل (الحوض الشرقي)
إطويل هي إحدى البلديات الخمسة التابعة لمقاطعة تمبدغة ويقطن مدينة الطويل فخذ لحمنّات المشظوفي وتقع بلدية الطويل في الجزء الشمالي من مقاطعة تمبدغة وتحدها ولاتة من الشمال والنعمة من الشرق والحوض الغربي العيون من الغرب وتمبدغة وحاس إمهادي وكمبي صالح من الجنوب وتعتبر بلدية إطويل أقل بلديات مقاطعة تمبدغة كثافة سكانية.